# Suneo Honekawa
Suneo Honekawa (骨川 スネ夫) (Sneech en Estados Unidos) es uno de los personajes principales del manga infantil Doraemon. Es un chico de 10 años que vive en Tokio, capital de Japón. Proviene de una familia de clase alta y sus padres son el señor Honekawa y la señora Honekawa. Los dobladores de Suneo en la serie fueron Shun Yashiro en 1973, Kaneta Kimotsuki de 1979 a 2005 y finalmente Tomokazu Seki a partir de 2005.

## Apariencia y personalidad
La mayor parte del tiempo viste una camiseta celeste con bermudas marrones y zapatos azul claros. Es bajo en estatura, con cabello negro en tres puntas siempre bien peinado. A menudo se lo describe como alguien con "cara de zorro".
Suneo tiene buen corazón, aunque su clase social le lleva a ser un poco arrogante, egoísta, engreído, vanidoso, ambicioso y clasista. También es bastante mentiroso y suele darle la razón siempre a Gigante para que este no le pegue al igual que hace con el resto de niños.

## Familia y amigos

### Familia
- Señora Honekawa: es la madre de Suneo.
- Señor Honekawa: es el padre de Suneo.
- Primo Sunekichi: es el primo mayor de Suneo.
- Gato Chiruchiru: es la mascota de Suneo.
- Sunetsugu Honekawa: hermano pequeño de Suneo vive con un millonario en EE. UU.

### Amigos
- Shizuka Minamoto:

- Takeshi Goda:

- Doraemon:

- Nobita Nobi:

- Hidetoshi Dekisugi:

## Relación entre los personajes

### Suneo y Nobita
Suneo siempre se aprovecha y no deja sus juguetes a Nobita y por alguna razón siempre lo excluye de alguna actividad lúdica. Incluso en el episodio "Soy Doraemon Honekawa" intentó quitarle Doraemon a Nobita, lo cual lo logra y deja de tener envidia de Nobita, por lo que Doraemon se convierte en su mejor amigo. Como no puede con Gigante, Nobita generalmente es blanco de sus burlas. El dinero marca la diferencia, aunque suele ayudar a Nobita si hay algún motivo por el que le convenga hacerlo. Gigante y Nobita le tienen envidia a Suneo por su estatus, suele tener muchas veces problemas con ellos 2.